# Authentic Prod
Pour les articles homonymes, voir Authentic.
Ne doit pas être confondu avec Authentik (homonymie).
Authentic Prod est une entreprise de production de télévision française, appartenant au groupe Banijay.

## Historique
Avec plus de 5 millions de spectateurs, les séries Sam, Le temps est assassin et Je te promets , (adaptée de la série américaine This Is Us) produites par Authentic Prod l'inscrivent dans le paysage audiovisuel avant d'être rachetée, en 2023, par Alexia Laroche-Joubert, présidente de Banijay France et dirigée par Aline Panel, Estelle Boutière, Jérôme Boucher et Marie Faraut.

## Filmographie
- 2016 : Sam[6]
- 2019 : Le temps est assassin
- 2019 : Les Secrets du château
- 2021 : Je te promets[7]
- 2023 : Les Secrets du paquebot
- 2024 : Le Livreur de Noël[8]
- 2024 : L'ascension et la chute de Carlos Ghosn
- 2024 : Femmes en peine
- 2025 : Montmartre[9],[10]